# Онкен, Вильгельм
Вильгельм Онкен (нем. Wilhelm Oncken; 19 декабря 1838, Гейдельберг — 11 августа 1905, Гисен) — германский историк и политик, преподаватель, научный писатель. Брат экономиста Августа Онкена.
Родился в семье юриста. Изучал классическую филологию в университетах Гейдельберга, Гёттингена и Берлина. В 1862 году получил учёную степень и был сначала приват-доцентом, а с 1866 года экстраординарным профессором древнегреческой истории в Гейдельбергском университете. В 1870 году перешёл в университет Гисена, где первоначально по-прежнему специализировался на древнегреческой истории, но затем заинтересовался прусской и общегерманской историей. В 1873 году отклонил предложение перейти в университет Кёнигсберга.
В 1870-х годах был депутатом ландтага Гисена. В 1874—1877 член рейхстага, где принадлежал к национал-либеральной партии.
В 1877/1878 учебном году избирался ректором университета. Вышел в отставку в 1900 году.
Был известен большим количеством прочитанных публичных популярных лекций по германской истории.

## Главные труды
- «Isokrates und Athen» (Гейдельберг, 1862),
- «Athen und Hellas» (Лейпциг, 1865—1866);
- «Die Staatslehre des Aristoteles» (там же, 1870—75),
- «Oesterreich und Preussen im Befreiungskriege» (Берлин, 1876—1879),
- "Das Zeitalter Friedrichs d. Gr. (1881—1883),
- «Das Zeitalter der Revolution, des Kaiserreichs und der Befreiungskriege» (там же, 1884—1886),
- «Das Zeitalter des Kaisers Wilhelm» (1890—1892).

Последние три сочинения входят в состав 44-томной работы «Allgemeine Geschichte in Einzeldarstellungen», которую Онкен с 30 сотрудниками издавал с 1876 по 1894 годы.